# Triamminotrinitrobenzene
Il triamminotrinitrobenzene (TATB) è un composto chimico che ottiene dal trinitrotriclorobenzene per reazione con ammoniaca. La sua formula chimica è C6(NH2)3(NO2)3.
Ha un potere esplosivo superiore TNT ed è meno sensibile agli urti.
Ha una notevole stabilità chimica e fa parte della categoria degli IHE (Insensitive High Explosive), assieme al FOX-7 e ad altri esplosivi.